# Aartsbisdom Louisville
Het aartsbisdom Louisville (Latijn: Archidioecesis Ludovicopolitana) is een rooms-katholiek aartsbisdom met als zetel Louisville, in de staat Kentucky, in de Verenigde Staten. De aartsbisschop van Louisville is metropoliet van de kerkprovincie Louisville, waartoe ook de volgende suffragane bisdommen behoren:
- Covington
- Knoxville
- Lexington
- Memphis
- Nashville
- Owensboro

## Geschiedenis
Het aartsbisdom werd opgericht op 8 april 1808, als het bisdom Bardstown, uit delen van het nieuw verheven aartsbisdom Baltimore. Op 13 februari 1841 veranderde het van naam naar bisdom Louisville. Op 19 juli 1850 veranderde het van kerkprovincie en werd suffragaan aan het aartsbisdom Cincinnati. Op 10 december 1937 werd het verheven tot metropolitaan aartsbisdom. 
Het aartsbisdom verloor meermaals gebied bij de oprichting van de bisdommen Cincinnati (1821), Vincennes (1834), Saint Louis (1834), Nashville (1837), Covington (1853), Owensboro (1937) en Lexington (1988).
In 1995 werd Bardstown een titulair bisdom. 

## Parochies
Het aartsbisdom had in 2021 een oppervlakte van 21.041 km2 en telde 1.396.298 inwoners waarvan 12,5% rooms-katholiek was.

## Ordinarii

### Bisschoppen
- Benedict Joseph Flaget (8 april 1808 - 25 augustus 1832)
- John Baptist Mary David (25 augustus 1832 - 17 maart 1833; coadjutor sinds 4 juli 1817)
- Benedict Joseph Flaget (17 maart 1833 - 11 februari 1850)
  - Guy Ignatius Chabrat (coadjutor: 21 maart 1834 - 10 april 1847)
- Martin John Spalding (11 februari 1850 - 6 mei 1864; coadjutor sinds 9 mei 1848)
- Peter Joseph Lavialle (7 juli 1865 - 11 mei 1867)
- William George McCloskey (3 maart 1868 - 17 september 1909)
- Denis O’Donaghue (7 februari 1910 - 26 juli 1924)

### Aartsbisschoppen
- John Alexander Floersh (bisschop: 26 juli 1924, aartsbisschop: 10 december 1937 - 25 februari 1967; coadjutor sinds 6 februari 1923)
  - Charles Garrett Maloney (hulpbisschop: 30 december 1954 - 5 januari 1988)
- Thomas Joseph McDonough (25 februari 1967 - 29 september 1981)
- Thomas Cajetan Kelly (28 december 1981 - 12 juni 2007)
- Joseph Edward Kurtz (12 juni 2007 - 8 februari 2022)
- Shelton Joseph Fabre (8 februari 2022 - heden)

## Titulair bisschoppen van Bardstown
- Charles Garrett Maloney (2 februari 1995 - 30 april 2006); hulpbisschop-emeritus van Louisville
- Daniel Edward Thomas (8 juni 2006 - 26 augustus 2014); hulpbisschop van Philadelphia
- James Massa (19 mei 2015 - heden); hulpbisschop van Brooklyn

## Galerij van afbeeldingen

Wapen van het aartsbisdom
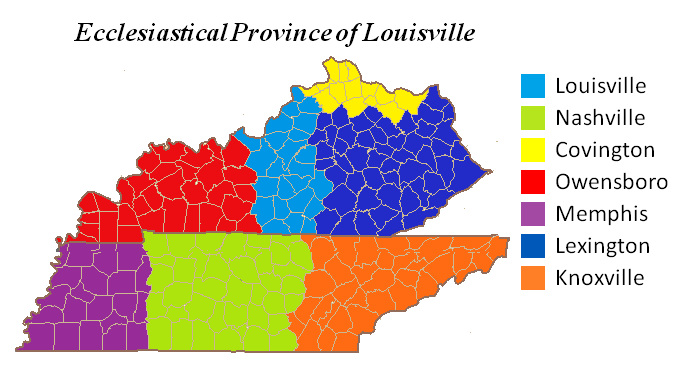
Kerkprovincie met aartsbisdom en suffragane bisdommen
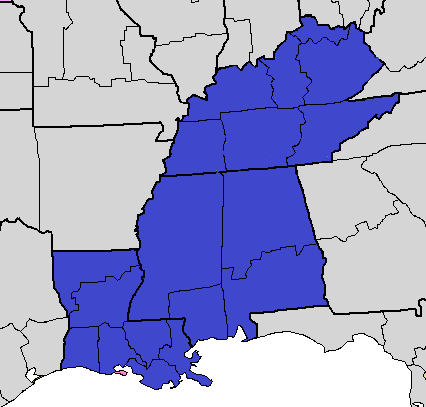
Regio V van de Amerikaanse bisschoppenconferentie
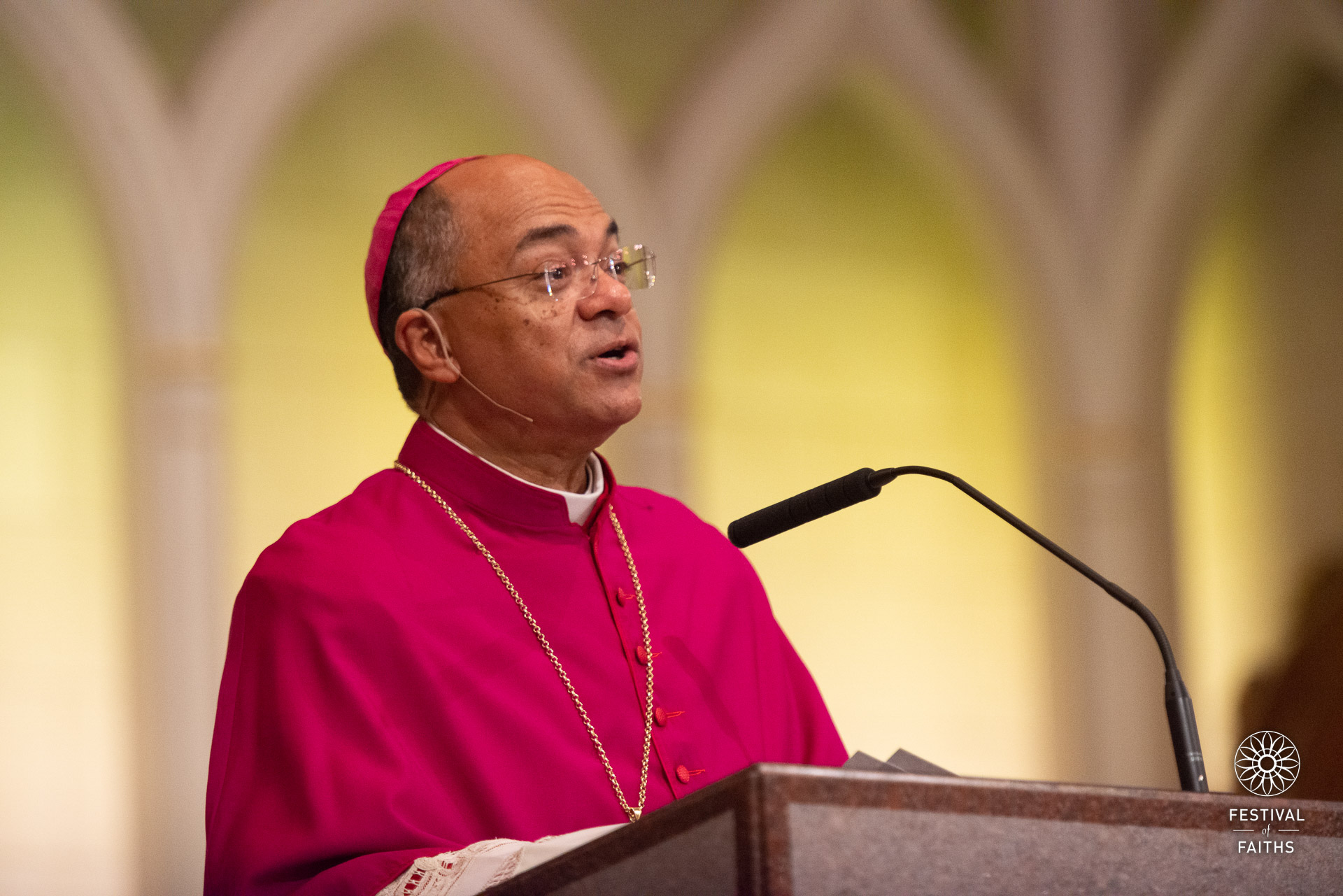
Aartsbisschop Shelton Joseph Fabre (2022-heden)
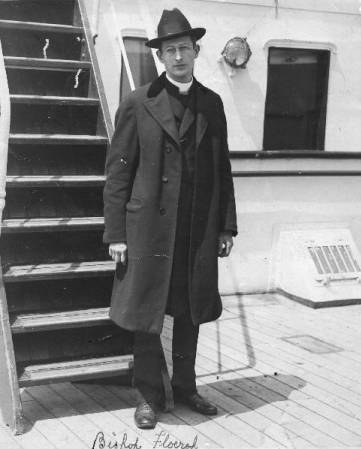
Aartsbisschop John Alexander Floersh (1924-1967), de eerste aartsbisschop
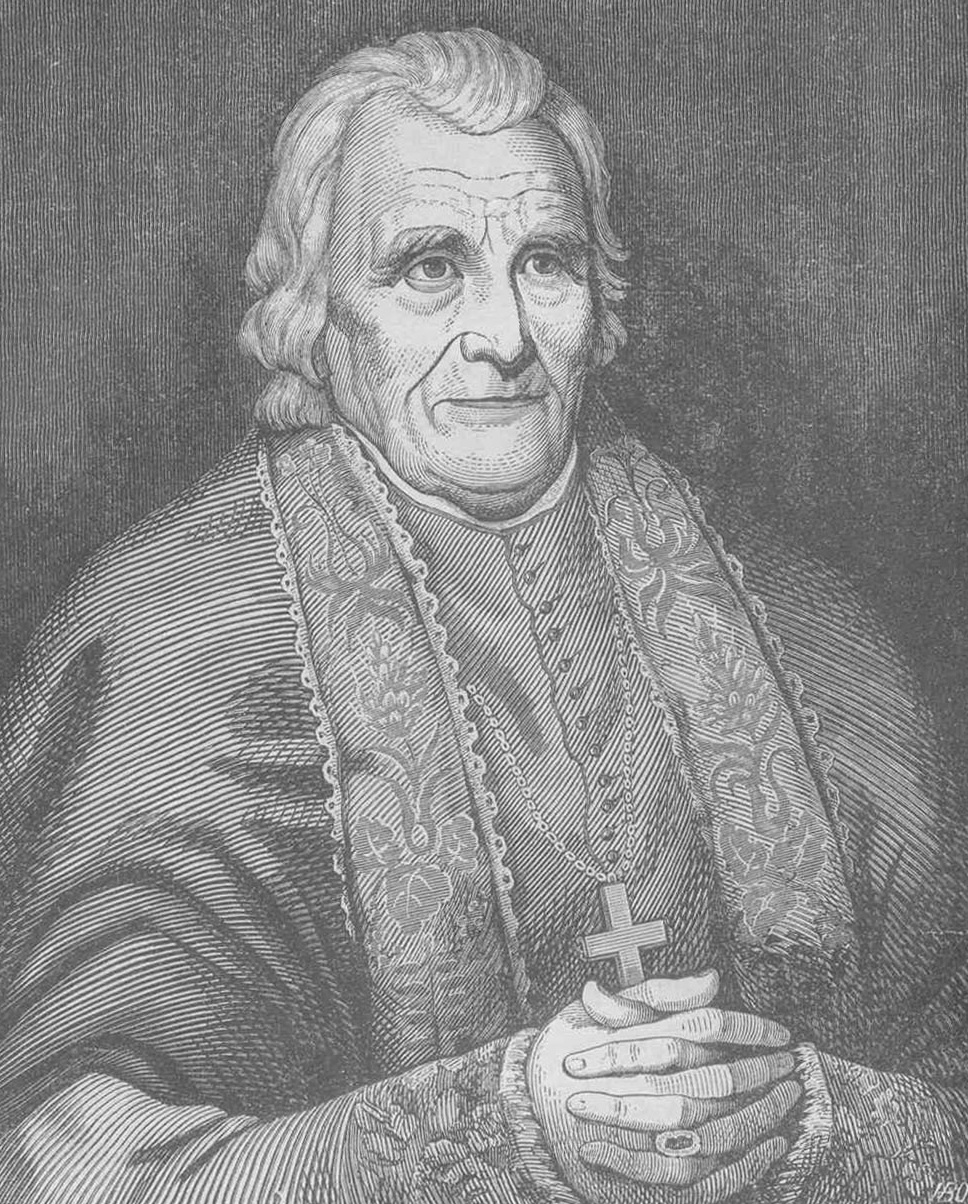
Bisschop Benedict Joseph Flaget (1808-1832, 1833-1850), de eerste bisschop van Bardstown en de eerste bisschop van Louisville

Louisville (aartsbisdom) · Covington · Knoxville · Lexington · Memphis · Nashville · Owensboro